# Johann Ernst von Schlieben
Johann Ernst von Schlieben (* 1. Dezember 1586; † 23. Juli 1620) war Komtur von Lietzen und kurbrandenburgischer Hofrat.
Johann Ernst von Schlieben war Angehöriger der märkischen Linie derer von Schlieben. Seine Eltern waren der brandenburgische Geheime Rat Adam von Schlieben (1552–1628) und dessen zweite Ehefrau Barbara, geborene von Flans († 1631).
Er wurde 1607 Ritter des Johanniterordens und soll späterhin ebenfalls Komtur von Lietzen gewesen sein. Er war Domherr zu Brandenburg und kurfürstlicher Hof- und Kammerrat. Im Jahre 1613 war er kurbrandenburgischer Gesandter in Regensburg.
Beim Übertritt des brandenburgischen Hofes zum reformierten Bekenntnis, hielt er an der Lehre Luthers fest.
Er vermählte sich 1615 mit Elisabeth von Broesigke, Tochter des Erbherrn auf Breitenfeld Dietrich von Broesigke. Aus der Ehe sind drei Kinder hervorgegangen.